# شهرستان شی‌فنگ (جیانگشی)
شهرستان شی‌فنگ (به انگلیسی: Xinfeng County) یک شهرستان جمهوری خلق در چین است که در گانژوو واقع شده‌است. شهرستان شی‌فنگ ۷۴۹٬۸۰۰ نفر جمعیت دارد.